# 小行星4132
小行星4132（4132 Bartók）是一颗绕太阳运转的小行星，为主小行星带小行星。该小行星于1988年3月12日发现。

## 轨道参数
小行星4132的轨道半长轴为2.4070816 UA，离心率为0.288。